# Jugendzirkustheater RatzFatz
Das Jugendzirkustheater RatzFatz ist eine „offene Arbeitsgemeinschaft“ der Goethe-Schule Bochum und des Varietés „etCetera“. Er wurde im Jahr 1994 von Thorsten Krawinkel, Holger Ehrich und Jochen Kaymer gegründet. Heute ist nur noch Jochen Kaymer Leiter des Zirkus. Die Artisten sind Jugendliche zwischen 10 und 18 Jahren, die in verschiedenen Arbeitsgemeinschaften üben und regelmäßig zusammen auftreten.

## Geschichte
Das Zirkustheater RatzFatz wurde im Jahr 1994 als offene Arbeitsgemeinschaft an der Goethe-Schule Bochum gegründet. Die Gründer waren Thorsten Krawinkel (Dipl. Chemiker, freier Jongleur und ehemaliger Goethe-Schüler), Holger Ehrich (freier Komiker und Jongleur) und Jochen Kaymer (Lehrer für Sozialwissenschaften und Sport und Ballkünstler). Bis 2018 war Jochen Kaymer der Leiter dieser offenen Arbeitsgemeinschaft.
Der Zirkus entwickelte sich rasch und hatte 1995 den ersten großen Auftritt im Circus Roncalli vor ca. 2000 Zuschauer. In den kommenden Jahren nahm die Anzahl der Auftritte zu und einige prägen die Popularität des Zirkus nachhaltig, vor allem ein Fernsehauftritt im Jahr 1998 bei der Serie „Logo“ im ZDF. Herausragend ist das Jahr 2000, in dem das Varieté „etCetera“ in Bochum ansässig wurde und bis heute eine intensive Kooperation mit dem Zirkus RatzFatz pflegt.
Seit 2003 geht das Zirkustheater einmal jährlich in einem europäischen Land auf Tournee. Dies wird durch Sponsoren ermöglicht.
Bis in das Jahr 2011 ist der Zirkus deutlich gewachsen und hat sich von einem typischen „Kinderzirkus-Klischee“ gelöst.

## Tourneen
Seit 2003 geht das Jugendzirkustheater RatzFatz einmal jährlich auf Tournee.
- 2003: England
- 2004: Spanien
- 2005: Italien, Dänemark
- 2006: Berlin, Schweiz
- 2007: Spanien
- 2008: Türkei
- 2009: Dänemark[1]
- 2010: Türkei
- 2011: Spanien
- 2012: Dänemark
- 2013: Spanien
- 2014: Spanien[2]
- 2015: Dänemark[3]
- 2016: Italien[4]
- 2017: Italien[5]
- 2018: Spanien[6]
- 2019: Schleswig-Holstein (Deutschland)[7]

## Preise und Auszeichnungen
In der Existenzzeit von RatzFatz haben der Zirkus oder einzelne Künstler verschiedene Preise gewonnen.
- 1999: Bochumer Kleinkunstpreis 1999, der von Franziska gewonnen wurde
- 2000: Gewinn der Zuschauerwertung des Bochumer Kleinkunstpreises
- 2003: Gewinn des Bochumer Kleinkunstpreis zum vierten Mal durch den Diaboloartisten Daniel Hermes
- 2009: 2. Platz beim Bochumer Kleinkunstpreis durch das Diabolo Duo Adrian und Jannis

- 2004: Jugendkulturpreis NRW
- 2005: zweiter Platz beim Internationalen Kölner Jugendzirkusfestival, Gewinn des „silbernen Zylinder“  sowie des Publikumspreis.
- Oktober 2007: erster Platz des Kölner Zirkusfestival mit dem Programm „RatzFatz sucht den Superstar der Herzen“
- 2009: Zum dritten Mal Auszeichnung bei dem Kölner Zirkusfestival
- 2013: Dritter Platz beim Kölner Zirkusfestival
- 2015: Dritter Platz beim Kölner Zirkusfestival
- 2017: Gala Finalisten beim Hückelhovener Zirkusfestival[8]